# Герб Овара
Ге́рб Овара — офіційний символ міста Овар, Португалія. Використовується як територіальний герб. У синьому щиті золота вежа з синіми вікнами і брамою. Над нею Діва Марія у срібних шатах, що тримає на руках маленького Ісуса Христа. Вони оточені золотим осяйним німбом. Щит увінчує срібна мурована міська корона з п'ятьма вежами. Внизу ланцюг із зіркою Ордена Вежі й Меча.
Під щитом біла стрічка, на якій великими літерами напис португальською: «Ovar» (Овар).  Офіційно затверджений 25 листопада 2015 року.  Герб символізує звільнення християнами Овара від мусульман у Х столітті в ході Реконкісти та заступництво Діви Марії.

## Галерея

ПрапорПрапор
Герб (до 2015)
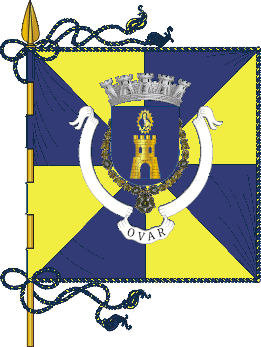
Прапор (до 2015)